# آرنولد فانک
آرنولد فانک (آلمانی: Arnold Fanck; ۶ مارس ۱۸۸۹ – ۲۸ سپتامبر ۱۹۷۴) یک کارگردان فیلم، تهیه‌کننده، فیلم‌نامه‌نویس، و تدوین‌گر اهل آلمان بود. از آثار وی می‌توان به یک گام بزرگ (محصول ۱۹۲۷)، اشاره کرد.